# Allert Siltman
Allert Siltman  eller Ollert Syltman , även Albert, Sittman och von Sittman, död i tidsrummet maj–september 1620, var den siste borgmästaren i Nya Lödöse, innan staden övergavs och invånarna flyttade till det nyanlagda Göteborg. Han var en betydande person i sin samtid, men det är hans änka Brita Andersdotter (Hök) och döttrar, som kom att markera familjens sociala position i den nya staden.

## Namnet
Sentida tryckta källor nämner främst Siltman tillsammans med medlemmar av familjen. Anreps ättartavlor (1858–1864) nämner således honom som  som svärfar till tre nyadlade och kallar honom Albert Siltman.
Schlegel och Klingspor (1875) skriver om honom som hans ustrus make  och som äldste kände i hans sonsons släkt.  De kallar honom Sittman och skriver att namnformerna Siltman och Stillman är fel. Namnet von Sittman används för sonsonens ointroducerade friherrliga ätt men inte för honom själv. Förnamnet skrivs både som Albert och Allert.
Även Elgenstiernas ättartavlor vacklar mellan namnformerna. Elgenstierna skriver således Albert Sittman i del 4 (1928), Albert Siltman i del 5 (1930) men Allert Siltman i del 7 (1992)
Olga Dahl, som bedrev omfattande arkivstudier för sin databas över Göteborgs tomtägare, kallar honom Ollert Syltman med Ållert som alternativ stavning av förnamnet, och denna namnform har använts i modern historieskrivning.
I denna artikel har namnformen Allert Siltman valts som titel. Denvar Elgenstiernas sista val och kan ses som en normalisering av det otryckta Ollert Syltman. Den har också likheter med förekommande men förkastade former baserade på Albert (von) Sittman.

## Biografi och familj
Albert Siltman uppges ha härstammat från Spanska Nederländerna, det vill säga nuvarande Belgien.
Han blev 1602 gift med Brita eller Birgitta Andersdotter (Hök) (1586–1671), dotter till ståthållaren på Gullbergs fästning Anders Andersson (Hök) till Partille. Hök-ätten erhöll adelsbrev 1545 men utslocknade på svärdssidan med Britas far och blev därför inte introducerad på det 1625 reorganiserade Riddarhuset.
Vid sidan av borgmästarvärvet arrenderade han Lilla Edets kvarnar och skatteuppbörden i Flundre härad. Efter hans död erbjöds hans änka att fortsätta dessa åtaganden.  Hon framstår således som en betydande person i 1600-talets Göberborg något som också  visar sog i döttrarnas äktenskap, där tre svärsöner bllev adldade och en fjärde domprost i Göteborg.
Om barnen är bland annat följande känt:
- Allert var proviant- och räntmästare i Wismar 1648, generalkommissarie 1667, krigsråd och intendent 1682, senare bosatt och död i Hannover. Han hustru tillhörde en tysk familj von der Lieth.[6]
- Armika (1612–1646), var senast från 1639 gift med Israel Noræus (1606–1677), som 1653 adlades med namnet Norfelt, och som 1664–1677 var burggreve i Göteborg.[3][8]
- Vibeka var från 1643 gift med Wilhelm Keldunk (1617–1690), adlad 1648 med namnet Jernsköld. Han var överste och viceguvernör över Bohuslän.[2][7]
- Christina var i sitt andra äktenskap från 1641 gift med räntmästaren m m Johan Nilsson (1611–1674), adlad  1648 med namnet Sparrfelt. Han hade tjänster som krigskommissarie på olika nivåer och blev krigsråd 1672.[4][9]
- Anna var gift med Göteborgs förste domprost Jonas Petri Torinius (1610–1671).[6]